# The World Factbook
The World Factbook (von 1975 bis 1980 National Basic Intelligence Factbook; auch als CIA World Factbook bezeichnet) wird von der CIA herausgegeben und bietet grundlegende Informationen und statistische Daten zumeist aus den Bereichen Geschichte, Bevölkerung, Regierung, Politik, Wirtschaft, Infrastruktur, Energieversorgung, Geografie, Umwelt, Telekommunikation, Transport, Militär, Terrorismus und transnationale Themen für 266 Weltregionen, darunter alle Länder der Welt. Daneben enthält es eine Reihe von Anlagen wie Listen von Länderkürzeln, Flaggen etc.
Das World Factbook war ursprünglich zur Verwendung durch Angehörige der Bundesregierung der Vereinigten Staaten bestimmt; es erschien erstmals 1962 als Geheimdokument. Seit 1971 existiert eine öffentlich zugängliche Version; von 1975 bis 2016 wurde das World Factbook gedruckt veröffentlicht. Seit 1994 gibt es eine im Internet öffentlich zugängliche Version. Diese wird in der Regel durchschnittlich wöchentlich aktualisiert und war damit auch stets aktueller als die gedruckte Fassung. Zudem stehen alle Ausgaben seit 2000 komplett zum Download bereit. Seit 2017 gibt es nurmehr die Online-Publikation.
Das Factbook ist gemeinfrei, da es von Angestellten der US-Regierung erstellt wird. Sein Inhalt kann somit ohne besondere Erlaubnis beliebig verwendet werden. Die Verwendung des Siegels der CIA ist allerdings verboten.